# Parathesis skutchii
Parathesis skutchii är en viveväxtart som beskrevs av Cyrus Longworth Lundell. Parathesis skutchii ingår i släktet Parathesis och familjen viveväxter. Inga underarter finns listade i Catalogue of Life.